# 全開ガール
『全開ガール』（ぜんかいガール、英題：Full Throttle Girl ）は、2011年7月11日から9月19日まで毎週月曜日21時 - 21時54分に、フジテレビ系の「月9」枠で放送された日本のテレビドラマ。主演は新垣結衣。
月9ドラマとしては20年間続いたステレオ放送最後の作品である。それ以降の月9作品はモノラル放送。

## 概要
男女の境がなくなりつつある今日、男女を逆転させたような、最強の女と最弱な男が繰り広げる痛快子育てラブコメディー。現代において男と女が愛することとは何かという軸を基点としつつ、昨今の子育て事情を踏まえながら、親子愛・家族愛も同時に描かれる。
キャッチコピーは「金なし、学なし、イクメンの星? そんな男、問題外でしょ!」。
主演の新垣結衣は単独としては初の連続ドラマ主演。
当ドラマ枠への出演は、新垣は2010年1月期の「コード・ブルー -ドクターヘリ緊急救命- 2nd season」以来、1年6ヶ月ぶり。共演の錦戸亮、蓮佛美沙子、皆藤愛子、薬師丸ひろ子は初出演。特に皆藤にとっては、これが連続ドラマにおける初のレギュラー出演である。また、90年代前半のトレンディドラマの常連だった竹内力は、1992年放送の「君のためにできること」以来19年ぶりの登場となった。連続ドラマへのレギュラー出演も15年ぶりである。

## あらすじ
国際弁護士を目指す鮎川若葉は、新規採用されたばかりの外資系法律事務所が閉鎖されたが、運良く鮫島桜川法律事務所に拾われた。だが、任された仕事は所長・桜川昇子の娘の世話だった。子供も育児も大嫌いな若葉だったが仕方なく世話をすることになる。
そんな中で、最悪の出会いをして、再会することとなったのが、若葉が忌み嫌う「金なし、学なし」男、山田草太であった。子供を通じて嫌でも顔を合わせなければいけなくなった2人。全く理想と正反対の草太とかかわる中で、若葉は自分に向き合ってゆく。

## 登場人物

### 主要人物
鮎川 若葉（あゆかわ わかば）〈24〉
演 - 新垣結衣（幼少時代：柳町夏花）
本作の主人公。東京大学法学部卒。山形の貧乏人の娘。鮫島桜川法律事務所の新人弁護士。幼少時、父親の借金で貧乏な暮らしをしていたため、両親のようにはなるまいと必死に勉強し、東京大学にも奨学生で合格するほどの才女。司法試験にも一発合格。首席で卒業した。司法修習を終え、世界に3000人の弁護士を抱える外資系弁護士事務所「スミス&クラーク」の弁護士となるが、スミス&クラークが鮫島桜川法律事務所に大敗し多額の損害が発生、日本からの事業撤退を表明したため解雇されてしまう。解雇された事を知り鮫島桜川事務所に電話を掛けたところ即日採用となりその事務所の弁護士となる。年収100億円の国際弁護士を目指し、子供が嫌いと言いながらも、半ば仕方なくベビーシッターとして仕事を始める。いつでも全開な完璧主義。とにかく曲がったことが大嫌いで、まっすぐであり、思った事はすぐにはっきりと言う性格。欲しい物の為なら努力は惜しまない。国際弁護士になることだけを夢みてひたすら勉強してきた為、恋愛経験が全くない。だが、将来は金持ちと結婚することを理想とする。幼少時代は赤ジャージに眼鏡、下げ髪と言った某ドラマの女性教師のような格好をしており、私生活では今でも赤ジャージを着用している。意外にも不器用で、料理や絵はまるで駄目で、ジャージ以外の私服類を持っていない。
そんな若葉にとって、草太はなんの魅力もないダメ男で、「-1000点」と評価、「ダンゴムシ」と呼び、見下していたのだったが、彼と関わる事で次第に気になっていく。
出生時の体重は2705gだった。誕生日は3月14日。
山田 草太（やまだ そうた）〈27〉
演 - 錦戸亮
定食屋「ル・佐藤」のシェフ。その腕前は確かなもの。フランス料理のシェフを目指していた。お人好しで天然ボケ。騙されやすいが、あまり落ち込まないタイプ。元妻の残していった息子・ビー太郎（笑太郎）の世話と仕事を上手く両立しており、さらに他の子供までよく世話をみることから｢イクメンの星｣「ボランティア・イクメン」として評判が非常に高いことで有名。
若葉に見下され、周りのイクメン仲間が激怒するのだが、徐々に若葉に惹かれていくことに。

### 鮫島桜川法律事務所
桜川 昇子（さくらがわ しょうこ）〈46〉
演 - 薬師丸ひろ子
鮫島桜川法律事務所の所長。若葉に娘のベビーシッターをまかせた。実は若葉をなにかと心配しており、その陰には彼女と同じ苦労や努力をしてきたという理由がある。
汐田 そよ子（しおた そよこ）〈24〉
演 - 蓮佛美沙子
昇子の秘書。同世代の若葉を通じてイクメン仲間たちと仲良くなり、変わった魅力をもった草太を好きになる。素直でおっとりしており、非常に献身的。料理が得意。人が良すぎて、若葉の頼みを断れない。
新堂 響一（しんどう きょういち）〈31〉
演 - 平山浩行
鮫島桜川法律事務所の弁護士。父は実業家、母親は音楽家という資産家の家庭に育つ。若葉の格付けは、Aaa（トリプルエー）。
九条 実夏（くじょう みか）〈30〉
演 - 青山倫子
鮫島桜川法律事務所の弁護士。Sっ気のある姉御肌キャラ。福岡県出身であり、興奮すると博多弁が出る。何事も完璧に仕事をこなし、最初の若葉の憧れだった。だが、容赦ない毒舌から若葉と対立していく。
モーリス 佐古田（モーリス さこだ）〈45〉
演 - 佐藤二朗
鮫島桜川法律事務所の中堅弁護士。音もなく現われては雑学を披露し、去っていく。
衛
演 - 加瀬信行
鮫島桜川法律事務所の弁護士。第1、2話に登場。鮫島桜川法律事務所の弁護士たちに、桜川の到着を知らせ、会議で彼女が使う資料を準備するなど活躍した。

### 三つ葉の森保育園
桜川 日向（さくらがわ ひなた）〈5〉
演 - 谷花音
昇子の娘。ビー太郎と同じ保育園に通い仲の良い友達。5歳にして、大人びていてクール。しかしその裏には母親、昇子に構ってもらえない寂しさがある模様。若葉より赤ちゃんのオムツを替えるのが上手。
山田 笑太郎（ビー太郎）（やまだ えみたろう）〈5〉
演 - 高木星来
草太の息子。以前はよくビービー泣いていたことからビー太郎と呼ばれる。日向と同じ保育園に通い仲の良い友達。元妻リリカの連れ子で草太とは血が繋がっていない。それでも草太を「おとう」と慕い、愛情を受けている。
林 小鳩（はやし こばと）〈1〉
演 - 井口瑚子
林佐間男の子供。
チャボ ジュニア〈5〉
演 - 青木勁都
鶏井宏の子供。
西野 鉄平（にしの てっぺい）〈5〉
演 - 黒田博之
西野健太郎の子供。
花村 仁（はなむら ひとし）〈46〉
演 - 竹内力
三つ葉の森保育園の園長。若葉や草太を温かく見守る。
花村 うらら（はなむら うらら）〈25〉
演 - 皆藤愛子
花村仁の娘。三つ葉の森保育園の保育士。優しく明るい性格の美人。イクメンのアイドル的存在だが、父親を恐れて、うららに近付く男はいない。

### 定食屋「ル・佐藤」
若葉が「ル・シャトー」と聞き間違えた定食屋。元々看板に「ビール 佐藤」と書いてあったが、看板の一部が剥がれ「ル 佐藤」に見えているだけ。
西野 健太郎（にしの けんたろう）〈28〉
演 - 鈴木亮平
草太のイクメン仲間。草太を敬う。手づくり木彫り玩具・マルハ工房の工員。「ル・佐藤」の常連客。
鶏井 宏/チャボ（とりい ひろし）〈36〉
演 - 皆川猿時
草太のイクメン仲間。草太を敬う。区役所に勤める公務員。「ル・佐藤」の常連客。料理が得意で、息子にキャラ弁を作っている。
林 佐間男（はやし さまお）〈34〉
演 - 荒川良々
劇団俳優。草太のイクメン仲間。草太を敬う。「ル・佐藤」の常連客。マゾの気があり、女王様タイプの実夏に魅かれていく。最終話では、実夏と再婚した。
店主
演 - 菅登未男
常連客
演 - 田中護、藏内秀樹

### その他
鮎川 久男（あゆかわ ひさお）
演 - 神戸浩
若葉の父。人を疑わない性格で、言われるままに借金の保証人になり若葉を悩ませる。笑った顔が草太に似ているといわれる。
鷲津（わしづ）
演 - 小沢仁志
鷲津金融を経営。若葉が子ども時代に、父の借金の取り立てから逃れるために法律を勉強したことが、弁護士をめざすきっかけとなった。
リリカ
演 - 浅見れいな
ビー太郎の母。ダンサーになる夢が叶い、草太とビー太郎をおいてニューヨークに渡ったが、突然帰国し、3人で一緒にあちらで暮らさないかと切り出す。

### ゲスト

#### 第1話
弁護士
演 - 植木紀世彦
鮫島桜川法律事務所。若葉の格付け Caa（シーダブルエー）、肥満気味で自己管理能力なし。
弁護士
演 - 千葉ペイトン
鮫島桜川法律事務所。若葉の格付け Ca（シーエー）、5年後に額の展望が明るい。
司会者
演 - 宮瀬茉祐子
Smith & Clark Law Firm Welcome Party 2011の司会者。
弁護士
演 - 岩寺真志、加山到
Smith & Clark Law Firm 若葉が内定を貰った国際弁護士集団外資系企業。鮫島桜川法律事務所に裁判で負け、日本から撤退する。
駅員
演 - 土井よしお
草太を痴漢の犯人だと勘違いし駅事務所に連れて行く。
記者
演 - 桜田聖子
医者
演 - 迫田孝也
日向がアナフィラキシーショックで倒れ、その処置をする。
鷲津金融
演 - 戸田慎吾、江原シュウ（第8話）、倉見誠（第8話）

#### 第2話
取引先（Brighton Holdings）
演 - 加門良
医薬品・玩具・スポーツ用品など扱うライフスタイルの世界ブランド。会議中、若葉の髪の毛に米が付いていると指摘し「御社の開発した餅つき機の効果に間違いがないか試してみた。」と咄嗟に切り返した言葉に笑う。

#### 第3話
三つ葉の森保育園保護者会役員
演 - 熊切あさ美、山田キヌヲ、枝元萌、太田美恵
夏場に教育の一環として取り入れている週1回の泥んこ遊びに反対する。
訴訟相手
演 - 南波有沙
Brighton Holdingsのインラインスケートで怪我をし、訴えを起こした親子。新堂と九条が手こずった相手をわずか5分で若葉が示談にした。

#### 第4話
Maison Paul Bocuse（メゾン ポール・ボキューズ）の料理長
演 - 大堀こういち
草太が以前働いていた高級フレンチレストラン。

#### 第5話
イーナ / ミーシャ
演 - Yana B / Jenny S（第8話）
鮫島桜川法律事務所で働くロシア人のパラリーガル。そよ子がセッティングした合コンで佐間男等と楽しんだ。
お見合い相手
演 - 堀有希
うらら先生とお見合いをする。
響一の母
演 - 奈美悦子（第5・8話）
著名な音楽家。素直な感想を話す若葉を気に入る。

#### 第6話
三つ葉の森保育園 園児
演 - 庵原涼香、芳山叶恋
生活発表会で日向等と眠れる森の美女を演じた。

#### 第7話
ダンス講師
演 - Ramiah
リリカを指導していたダンスの先生。ニューヨークで一緒に仕事をしないかと誘う。
男女の関係は無く仕事上だけの付き合い。
響一の父
演 - 藤田宗久（第8話）

#### 第8話
ロック（本人）犬

#### 第9話
しゃべるカバ 食べタロー
声 - 彦摩呂
エサをあげるとしゃべりだす木彫りの玩具。「もぐもぐ。このお口の中で広がる食感、味のIT革命や。」
「幸せとは自分の心が決めるもの、ええ言葉や」などの言葉を喋りだす。
Nathan Deremer
演 - John o.（第10話）
Brighton Holdingsに新しく就任したCEO。机上のマネーゲームしか知らないビジネスマン。
創業者の会長 AJ Pesakovは「All For Children's Smiles」という経営理念を掲げているが、全く興味がない営利主義者。

#### 最終話
鮫島 忠義
演 - 唐沢民賢
桜川の共同経営者。Smith & Clarkの外資系弁護士事務所との合併に合意する。
同級生
演 - 毛利恋子
日向が入学した小学校の友達。
弁護士
演 - 田窪一世
鮫島桜川法律事務所を辞め若葉が新しく働き始めた弁護士事務所の先輩。

## スタッフ
- 脚本 - 吉田智子
- 音楽 - Face 2 fAKE
- プロデュース - 若松央樹、清水一幸
- 演出 - 武内英樹、川村泰祐、谷村政樹、関野宗紀
- TD - 高津芳英
- 撮影 - 川田正幸、川越一成、長谷川諭、浅野仙夫、和田晋、奥野裕策
- 照明 - 鈴木敏雄
- 録音 - 北村達郎
- 映像 - 阿部友幸、岡村亮
- VTR - 岡村亮、植木康弘
- ステディカム - 佐光朗
- 編集 - 松尾浩、柳沢竜也
- ライン編集 - 大方泉
- HDエフェクト - 高岡直樹
- 選曲 - 藤村義孝
- 音響効果 - 上田真理香
- MA - 市村聡雄
- 技術プロデューサー - 菅原光宏
- 美術プロデューサー - 佐々木順子
- デザイン - 棈木陽次
- 美術進行 - 森田誠之
- 大道具 - 西田裕一
- 操作 - 矢島幹之、小畑一輝
- 建具 - 船岡英明
- 装飾 - 茂木豊、西村徹、笠原祐里、山川邦彦
- 持道具 - 植田えりこ
- 衣裳 - 田中まゆみ、佐藤佳織
- スタイリスト - 西ゆり子、吉田由紀、野村昌司
- メイク - 長縄真弓、杵淵陽子、倉田明美、小泉尚子
- 視覚効果 - 田村憲行
- 電飾 - 寺田豊
- アクリル装飾 - 白勢篤史
- 生花装飾 - 牧島美恵
- 植木装飾 - 後藤健
- 小道具印刷 - 石橋誉礼
- フードコーディネーター - 住川啓子
- VFXプロデュース - 冨士川祐輔、高橋美香
- VFX - 鈴木鉄平
- CG - 三塚篤、山本僚
- タイトルバック - 高野善政
- タイトルロゴ - スタッフ★コミュニケイション
- 編成 - 情野誠人
- 広報 - 正岡高子、渡辺朱織
- 宣伝 - 髙木晋介
- スチール - 瀬井美明
- ホームページ - 須之内達也
- 調理指導 - 辻調グループ校
- 方言指導 - 太田美恵
- 保育指導 - 得田コスモ
- スタントコーディネーター - 釼持誠
- 協力 - バスク、緑山スタジオ・シティ、イン・ナップ
- スケジュール - 洞功二
- 演出補 - 関野宗紀、岩城隆一
- 制作担当 - 嘉藤博、浅井洋一
- 制作主任 - 山岸咲恵、岩崎亜衣子、今井聖、小宮伸之
- 制作統括 - 曳地克之、井崎雅子
- 記録 - 恩田一代、柿崎徳子、渡辺美恵
- プロデュース補 - 川原井史子
- 制作著作 - フジテレビ

## 楽曲
- 主題歌 - Every Little Thing「アイガアル」[5]（avex trax）

ELTが月9枠の主題歌を歌うのはデビュー15年にして今回が初めてである。
- エンディング - 関ジャニ∞「ツブサニコイ」（インペリアルレコード）[6]

こちらも月9枠を担当するのは初である。

## 放送日程
| 各話                                                           | 放送日        | サブタイトル                                 | 演出     | 視聴率 |
| -------------------------------------------------------------- | ------------- | -------------------------------------------- | -------- | ------ |
| 第1話                                                          | 2011年7月11日 | キスから何も始まらない事証明してやる!        | 武内英樹 | 14.6%  |
| 第2話                                                          | 2011年7月18日 | キスなど身に覚えがありません! 絶対に         | 武内英樹 | 09.8%  |
| 第3話                                                          | 2011年7月25日 | これであの忌わしいキスの記憶も消える         | 谷村政樹 | 12.7%  |
| 第4話                                                          | 2011年8月01日 | あなたは私にとって災いです!                  | 川村泰祐 | 11.9%  |
| 第5話                                                          | 2011年8月08日 | これが私の素直な気持ち? そうか私が好きな人は | 谷村政樹 | 11.8%  |
| 第6話                                                          | 2011年8月15日 | 正面突破でいこう! 人生初の告白だから         | 関野宗紀 | 12.5%  |
| 第7話                                                          | 2011年8月22日 | 良い人でもイクメンでもないずるい大人なんです | 川村泰祐 | 13.1%  |
| 第8話                                                          | 2011年8月29日 | 父の思いに涙! 今だけ今だけはこうさせて下さい | 武内英樹 | 10.7%  |
| 第9話                                                          | 2011年9月05日 | 彼女の将来のためには、君の存在が邪魔なんだ!  | 川村泰祐 | 12.4%  |
| 第10話                                                         | 2011年9月12日 | 各々の道を行く二人! 何でだか涙が止まらなくて | 谷村政樹 | 12.8%  |
| 最終話                                                         | 2011年9月19日 | 感動の結末! もういっぺん己に向き合ってみろ   | 武内英樹 | 12.6%  |
| 平均視聴率 12.3%（視聴率はビデオリサーチ調べ、関東地区・世帯） |               |                                              |          |        |

## 関連商品
サウンドトラック
- 「全開ガール」オリジナル・サウンドトラック（2011年9月7日発売、ポニーキャニオン）

DVD・Blu-ray
- 「全開ガール〜ディレクターズカット〜」DVD-BOX（2012年1月18日発売、ポニーキャニオン）
- 「全開ガール〜ディレクターズカット〜」Blu-ray BOX（2012年1月18日発売、ポニーキャニオン）